# Kotsaari (ö)
Kotsaari är en ö i Finland. Den ligger i sjön Takajärvi och i kommunen Hattula i den ekonomiska regionen  Tavastehus ekonomiska region  och landskapet Egentliga Tavastland, i den södra delen av landet, 100 km norr om huvudstaden Helsingfors. Öns area är 32,1 hektar och dess största längd är 1,3 kilometer i öst-västlig riktning.